# Pleuridium californicum
Pleuridium californicum är en bladmossart som beskrevs av Abel Joel Grout 1936. Pleuridium californicum ingår i släktet sylmossor, och familjen Ditrichaceae. Inga underarter finns listade i Catalogue of Life.